# 竹原市議会
竹原市議会（たけはらしぎかい）は、広島県竹原市に設置されている地方議会である。

## 概要
- 定数：14人[2]
- 任期：2022年11月23日 - 2026年11月22日[2]
- 議長：高重洋介[3]（無会派）（2024年11月18日 - ）[4]
- 副議長：山元経穂（飛翔会）（2022年11月 - ）※再選
※正副議長は2年交代を申し合わせている[4]。
- 竹原市議会事務局：竹原市役所本庁舎本館3階[5]

## 会派
2024年11月19日現在
- 改進会（2人）
- 飛翔会（6人）
- 無会派（6人（日本共産党1人、無所属5人））

## 委員会
- 常任委員会[7]
  - 総務文教委員会（7人）
  - 民生都市建設委員会（7人）
- 議会運営委員会（6人）[7]
- 広報広聴委員会（6人）[7]

## 議員報酬と諸手当
- 月額[8]
  - 議長：月額 440,000円
  - 副議長：月額 395,000円
  - 議員：月額 355,000円
- 期末手当：6月1日及び12月1日（基準日）[9]
- 政務活動費：議員に対して年額240,000円交付[10]
  - 年額30,000円だったが、2013年6月から年額240,000円に変更した[10]。
  - 平成27年4月1日に条例の一部改正を行い、交付対象を「会派に対して交付」から「議員に対して交付」に変更した[10]。

## 議会だより
- 議会だより たけはら「市民と議会」（発行：竹原市議会広報広聴委員会）
発行日：年4回開かれる定例会（3月、6月、9月、12月）の終了した翌々月の5日[11]。

## 議員定数
| 投開票日       | 定数 | 立候補者 |
| -------------- | ---- | -------- |
| 2006年11月12日 | 16   | 20       |
| 2010年11月14日 | 14   | 15       |
| 2014年11月9日  | 14   | 17       |
| 2018年11月11日 | 14   | 18       |
| 2022年11月13日 | 14   | 15       |

## 歴代議長
- 小坂智徳
- 脇本茂紀（2012年11月 - ）
- 稲田雅士
- 北元豊
- 道法知江 ※竹原市議会初の女性議長。
- 大川弘雄（新風会）[12]（2018年11月 - 2024年11月）
- 高重洋介（無会派）（2024年11月18日 - ）

## 沿革
- 1958年 - 豊田郡の2町（竹原町、忠海町）が合併し市制施行、竹原市が発足。竹原市議会、発足。
- 2014年6月27日 - YouTubeチャンネル『Takeharacitycouncil竹原市議会』開設。
- 2023年7月27日 - 水質汚染が確認されたあとも廃棄物の搬入が続けられたために広島県から「警告」を受けている三原市の産廃処分場について、市議会は県知事に厳正な対処を求める意見書を全会一致で可決した[13][14]。